# ديماس لارا باربوسا
ديماس لارا باربوسا (بالبرتغالية: Dimas Lara Barbosa‏) هو كاهن كاثوليكي برازيلي، ولد في 1 أبريل 1956 في بوآ إسبرانسا ‏ في البرازيل.